# Rășină epoxidică

Rășinile epoxidice, cunoscute și sub denumirea de poli-epoxizi, sunt o clasă de pre-polimeri și polimeri reactivi care conțin grupe epoxidice. Grupa funcțională epoxidică mai este denumită colectiv și epoxi, însă denumirea IUPAC pentru o grupare epoxidică este cea de oxiran.